# Palazzo Maggi-Scazzeri
Il palazzo Maggi-Scazzeri è un elegante palazzo francavillese settecentesco.

## Storia
Il palazzo fu costruito su ordine di Onorio Forleo nella seconda metà del Settecento. Appartenente alla famiglia Forleo, nel 1895 fu frazionato in due parti, che per successioni ereditarie, passarono una ai Maggi e l'altra agli Scazzeri.

## Architettura
Il palazzo è composto da due piani ma solo la facciata rispetta l'impianto originario: il portone centrale è racchiuso tra pilastri e crea un forte aggetto sulla facciata.
Il primo ordine assume un movimento illusorio per la fantasia decorativa dei mezzi architettonici. Al centro c'è il balcone in ferro, sorretto da mensole romanicheggianti, sul quale si aprono tre porte-finestre dalla linea rettangolare, profilata da tondini e sagomate ad "orecchio" da due volute. Le due finestre laterali sono sormontate da sezioni di architrave lievemente aggettanti, che accolgono un cartiglio che si slarga fino a sostituire la funzione dei timpani. La finestra centrale è compresa tra due pilastri, dai quali fuoriescono due putti che sorreggono canestri bizantineggianti, ed è sormontata da un timpano aggettante e spezzato, nella cui lunetta figura lo stemma dei Forleo-Brayda.
Con netto distacco dal primo piano si erge il coronamento con oculi poligonali, compresi tra due foglie d'acanto dalla punta arricciata, che attenuano la nitida linea orizzontale.
All'interno il palazzo è costituito da nove vani al pianterreno ed otto al primo piano.